# Erik Norén (ishockeyspelare)
Erik Roland Norén, född 11 oktober 2001 i Örebro, är en svensk professionell ishockeyspelare som spelar för Linköping HC i SHL. Hans moderklubb är Örebro HK och han gjorde seniordebut för klubben i SHL under säsongen 2019/20. Efter en utlåningsperiod till Kumla HC i Hockeyettan anslöt han till seriekonkurrenten Kalmar HC 2021. Säsongen 2022/23 var han med och spelade upp klubben till Hockeyallsvenskan för första gången. Efter tre säsonger i Kalmar anslöt han till Linköping HC i april 2024.

## Karriär
Norén påbörjade sin ishockeykarriär i moderklubben Örebro HK. Säsongen 2016/17 var han lagkapten för Örebros U16-lag som denna säsong tog SM-brons. Två säsonger senare var han lagkapten för Örebro U18 och samma säsong spelade han också ett antal matcher för klubbens J20-lag. Säsongen 2019/20 spelade han främst för J20, men gjorde även debut för seniorlaget i SHL. Han registrerades för sin första SHL-match den 14 september 2019, dock utan att få någon speltid. Hans första match med istid skedde en vecka senare, den 21 september, i en match mot Frölunda HC. Totalt noterades han för nio SHL-matcher under denna säsong.
Säsongen 2020/21 inledde Norén med att spela tolv matcher för Örebro i SHL, med begränsat med speltid gick han poänglös ur dessa matcher. Den 13 november 2020 bekräftades det att Örebro lånat ut Norén till Kumla HC i Hockeyettan. Han spelade återstoden av säsongen i Kumla och på 30 grundseriematcher noterades han för ett mål och fyra assist.
Den 17 april 2021 bekräftades det att Norén lämnat Örebro och skrivit ett ettårsavtal med Kalmar HC i Hockeyettan. Norén stod för elva poäng på 45 grundseriematcher, varav ett mål. Kalmar vann Hockeyettan Södra och slutade på andra plats i Allettan Södra. I det följande slutspelet slogs man dock ut inför Kvalserien av Halmstad Hammers med 2–1 i matcher. Den 25 maj 2022 stod det klart att Norén förlängt sitt avtal med klubben med ytterligare en säsong. Under sin andra säsong i Kalmar var han lagets näst poängmässigt bästa back i grundserien då han noterades för 21 poäng på 34 matcher (2 mål, 19 assist). Han var också den i laget som hade näst bäst plus/minus-statistik (+24). Laget vann både Hockeyettan Södra och Allettan Södra. Efter att ha besegrat IF Sundsvall Hockey med 3–1 i matcher i Hockeyettans slutspel stod det klart att Kalmar för första gången i klubbens historia kvalificerat sig till kvalserien till Hockeyallsvenskan. Väl där slutade laget på andra plats, på samma poäng som segrande Nybro Vikings, och misslyckades därmed att ta sig till Hockeyallsvenskan. Laget erbjöds dock senare, i juli 2023, en plats i Hockeyallsvenskan då Kristianstads IK nekats elitlicens.
Den 17 maj 2023 meddelades det att Norén förlängt sitt avtal med Kalmar med ytterligare en säsong. Han gjorde debut i Hockeyallsvenskan den 22 september 2023 i en 1–3-seger mot Västerviks IK. Han gjorde sitt första mål i serien den 27 oktober samma år, på Tomas Rydén, i en 4–3-förlust mot Tingsryds AIF. Norén missade avslutningen av grundserien och det efterföljande slutspelet då han ådrog sig en skada under en match mot Östersunds IK den 14 februari 2024. Han tvingades till operation och spelade totalt 39 grundseriematcher där han noterades för fem mål och tio assistpoäng.
Den 10 april bekräftades det att Norén skrivit ett tvåårsavtal med Linköping HC i SHL. Den 7 januari 2025 noterades han för sitt första SHL-mål, på Erik Källgren, i en 4–5-förlust mot Brynäs IF. Totalt spelade han 45 grundseriematcher och stod för ett mål och sex assistpoäng.

## Statistik

### Klubbkarriär
| 2019–20            | Örebro HK          | SHL                | 9   | 0 | 0  | 0  | 0  | —  | — | — | — | —  |
| 2020–21            | Örebro HK          | SHL                | 12  | 0 | 0  | 0  | 0  | —  | — | — | — | —  |
| 2020–21            | Kumla HC           | Div. 1             | 30  | 1 | 4  | 5  | 12 | —  | — | — | — | —  |
| 2021–22            | Kalmar HC          | Div. 1             | 45  | 1 | 10 | 11 | 20 | 3  | 0 | 0 | 0 | 0  |
| 2022–23            | Kalmar HC          | Div. 1             | 34  | 2 | 19 | 21 | 20 | 14 | 0 | 2 | 2 | 10 |
| 2023–24            | Kalmar HC          | HA                 | 39  | 5 | 10 | 15 | 38 | —  | — | — | — | —  |
| 2024–25            | Linköping HC       | SHL                | 45  | 1 | 6  | 7  | 16 | —  | — | — | — | —  |
| Hockeyettan totalt | Hockeyettan totalt | Hockeyettan totalt | 109 | 4 | 33 | 37 | 52 | 17 | 0 | 2 | 2 | 10 |
| SHL totalt         | SHL totalt         | SHL totalt         | 66  | 1 | 6  | 7  | 16 | —  | — | — | — | —  |